# Хенри Бријалмон
Анри Бријалмон (25. мај 1821 – 21. јул 1903) је био белгијски инжењерски генерал и творац првих појасних тврђава. 

## Каријера
Проучавајући дејство растурене нападачеве армије на збијене снаге бранилаца Севастопоља (Кримски рат, 1854-5), Бријалмон је дошао до закључка да тврђавска артиљерија не може остати на отвореном бедему већ се мора сместити у куполе. Дотада су оне примењиване само у морнарици. При утврђивању Антверпена, Бријалмон је пренео главну одбрану бедема на појас форова и у форове уградио прве куполе. По Бријалмоновим пројектима утврђени су Лијеж, Намир, Букурешт, Сиретска линија и Дарданели. Године 1888. појавила се бризантна граната која је пробијала форове. Већ следеће године, Бријалмон уводи бетон уместо опеке. Дебљина купола је повећана. Овај систем је назван бетонско-оклопна фортификација. Крајем 19. века, овај систем прихваћен је у свим државама. 
Бријалмонови форови били су веома велики због чега су појасне тврђаве биле огромне и врло скупе. У рату су могле примити читаве армије и послужити као стратешки ослонац. У Првом светском рату одиграле су битку улогу (Верден, Антверпен, Пшемисл) мада је у почетку недостајало мобилне одбране за коју се Бријалмон много залагао. 